# Triangle – Die Angst kommt in Wellen
Triangle – Die Angst kommt in Wellen ist ein australisch-britischer Horrorfilm. Im Mittelpunkt der Geschichte steht die junge Mutter Jess, gespielt von Melissa George, die sich nach einem Schiffbruch mit Freunden auf ein scheinbar verlassenes Geisterschiff rettet. Dabei gerät sie in eine Zeitschleife.
Die Premiere fand am 27. August 2009 beim London FrightFest Film Festival statt. In Deutschland, den USA und einigen anderen Ländern wurde der Film als Direct-to-DVD-Produktion veröffentlicht.

## Handlung
Die alleinerziehende junge Mutter Jess, die durch ihren autistischen Sohn Tommy gestresst ist, nimmt zur Entspannung an einem Segeltörn auf dem Boot ihres Bekannten Greg teil, der sich für sie interessiert. Sie wirkt verstört und erzählt davon, einen Albtraum gehabt zu haben, an dessen Inhalte sie sich jedoch nicht mehr erinnert. Als Gregs Kumpel Victor sie fragt, wo sie Tommy gelassen hat, antwortet sie, er sei in der Schule. Die weiteren Passagiere auf der Yacht Triangle sind das Ehepaar Downey und Sally, deren Freundin Heather und Victor. Auf hoher See gerät die Gruppe nach einer überraschenden Windstille in ein verheerendes Unwetter, bei dem das Boot kentert. Heather bleibt im Meer verschollen. Die restlichen Schiffbrüchigen retten sich auf die Aeolus, einen plötzlich auftauchenden, anscheinend menschenleeren Hochseepassagierdampfer.
Während sie auf der Suche nach Mannschaftsangehörigen durch die Korridore laufen und den Aufgang zur Schiffsbrücke suchen, erlebt Jess mehrfach Déjà-vus und beteuert, das Schiff bereits zu kennen. Victor findet einen Schlüsselbund, den Jess als ihren eigenen wiedererkennt. Im Speisesaal glaubt Jess, einen Fremden gesehen zu haben. Während Victor die Verfolgung aufnimmt, entdecken Jess und Greg in Zimmer 237 einen Spiegel, auf den mit Blut die Worte „Go to Theater“ geschrieben stehen. Im Speisesaal begegnet Jess dem zurückkehrenden Victor, der eine tödliche Wunde am Hinterkopf hat und sie angreift. Im Theater findet sie Downey und Sally über Gregs Leiche gebeugt und erlebt mit, wie beide von einem maskierten Täter von der Empore aus erschossen werden. Als einzige Überlebende kämpft sie gegen den Unbekannten, bis sie ihn über Bord werfen kann. Bevor ihr Gegner ins Meer stürzt, gibt er Jess den rätselhaften Hinweis, dass sie ihre Mitreisenden alle töten müsse, um selbst das Geisterschiff verlassen zu können. Man erkennt an der Stimme, dass die Maskierte eine Frau ist.
Wenig später hört Jess Hilferufe auf dem Meer und sieht die Schiffbrüchigen, darunter auch sich selbst, bevor sie den Dampfer besteigen. Die überlebende Jess beobachtet nun, wie sich die Handlung wiederholt, und versteht allmählich, dass sie sich in einer Zeitschleife befindet. Beim Versuch, dem neuen Victor die Situation zu erklären, stößt sie seinen Kopf versehentlich gegen einen Haken an der Wand und fügt ihm so die tödliche Wunde am Hinterkopf zu. Anschließend findet sie im Spindraum zahlreiche Zettel, auf denen in ihrer eigenen Handschrift die Aufforderung der Maskierten wiederholt wird: „If they board, kill them all.“ (Wenn sie an Bord kommen, töte sie alle.) Sie beschafft sich ein Gewehr und trifft im Speisesaal auf Victor und ihr Alter Ego. Durch ihr Auftreten ändert sich das Geschehen, die Handlung verläuft nicht wie beim ersten Mal und sie erkennt darin die Chance, das Schicksal zu ändern. Davon versucht sie auch die neuen Downey und Sally zu überzeugen. Das Paar begegnet jedoch einer späteren Version von Jess, die sie ins Zimmer 237 lockt, Downey dort ersticht und Sally schwer verletzt. Die jüngere Jess folgt der schwerverletzten Sally auf ein Nebendeck, wo zahlreiche tote Kopien der Frau liegen. Auf dem unteren Deck sieht sie den Kampf einer anderen Jess mit der Vermummten. Nachdem die verwundete Sally gestorben ist, hört Jess erneut die herankommenden Schiffbrüchigen.
Nachdem Jess die Szene zwischen ihrem Alter Ego und Victor auf dem Außendeck beobachtet hat, holt sie die Leiche von Downey aus Zimmer 237, schreibt mit dessen Blut die Botschaft auf den Spiegel und wirft ihn ebenso wie Gregs Leiche aus dem Theater über Bord. Mit Gewehr und Maske geht sie auf die Empore des Theaters, wo sie den neuen Greg trifft, der sie an ihren Schuhen erkennt. Sie erklärt ihm, dass sie alle töten müsse und dann die nächste Gruppe nicht auf das Geisterschiff lassen werde. Deshalb erschießt sie ihn und die anderen aus der Gruppe außer ihrer Kopie. Nach dem folgenden Kampf gegen ihre Kopie stürzt die maskierte Jess über Bord und wird vom Meer an den Strand getrieben. Von dort gelangt sie zurück zu ihrer Wohnung.
Die Zeitschleife ist jedoch nicht zu Ende, vielmehr findet sie im Haus neben Tommy auch sich selbst vor und beobachtet sich als aggressive, überforderte Mutter. Sie erschlägt ihr negatives Ebenbild mit einem Hammer und erklärt Tommy, der die Tat mitangesehen hat, er habe schlecht geträumt. Mit Tommy auf der Rückbank und ihrer eigenen Leiche im Kofferraum fährt sie davon. Dabei fliegt eine Möwe gegen die Windschutzscheibe. Als Jess das tote Tier in den Straßengraben wirft, entdeckt sie dort zahlreiche weitere tote Möwen, was die Fortdauer der Schleife bestätigt. Sie fährt weiter, versucht ihren verstörten Sohn zu beruhigen, wird abgelenkt und stößt mit einem Lastwagen zusammen. Tommy stirbt bei dem Unfall, die aus dem Kofferraum gefallene Leiche wird von den Helfern für die Fahrerin gehalten. Jess verlässt den Unfallort unverletzt und lässt sich von einem Taxifahrer zum Hafen bringen. Dort trifft sie auf Victor, der sie mit zu Gregs Schiff nimmt, und sagt ihm, ihr Kind sei in der Schule. Sie geht an Bord, und der Zyklus beginnt offenbar von vorn.

## Hintergrund
Die Handlung spielt an der Küste von Miami, aber die Dreharbeiten fanden im australischen Queensland statt. Drehorte waren die Städte Brisbane und Gold Coast. Die Aufnahmen auf dem Geisterschiff entstanden an einem künstlichen Pier in der Nähe von Southport.
Der Filmtitel Triangle (engl.: Dreieck) verwies ursprünglich auf das Bermudadreieck, in dem das Geschehen geplant war. Nach einer Änderung des Drehbuchs erhielt das kenternde Segelboot diesen Namen.

## Kritik
Die Rezensenten bewerten Triangle mehrheitlich positiv, weil er sich durch die komplexe Struktur von üblichen Horror- und Splatterfilmen unterscheidet.
Renatus Töpke betont die überraschenden Wendungen: „Die Twists sind grandios, lassen keine Langweile zu. Vielmehr gibt es mehr als einen Moment, in dem sich der Zuschauer vornimmt, den Film ein zweites Mal zu schauen.“ Zum Erfolg tragen seiner Meinung nach neben „der originellen Story […] eine schöne Kameraarbeit, eine dichte Inszenierung und erstklassige Schauspielerleistungen“ bei.
Der Rezensent bei „Wie ist der Film?“ hatte am Anfang der Geschichte selbst ein Déjà-vu: „Alles beginnt wie schon zigmal gesehen – und wird schließlich zum Mindfuck des Jahres.“ Er sieht eine „nicht ganz neue aber mit viel Köpfchen umgesetzte Idee, inspirierte Kameraarbeit, beklemmende Musik, solide Spezialeffekte und kaum bekannte, aber fähige Darsteller“.
René Loch lobt bei filmszene.de neben der angenehmen Ungewissheit vor allem die Hauptdarstellerin Melissa George, in der er „zweifelsfrei das emotionale Zentrum des Films“ sieht. „Dass ihre Filmfigur Jess diejenige ist, die dem Zuschauer Halt in einer verworrenen Handlung geben muss, lässt ihre authentische Leistung noch ein gutes Stück stärker erscheinen.“
Michael Drewniok von filmbesprechungen.de bewertet eine Rezension dieses Films, der „selbst eine Endlos-Schleife“ ist, als „eine echte Herausforderung“. Die vermeintlich lückenhafte Handlung, die „zunächst die Fehler eines schlampigen Drehbuchautors bloßzustellen scheint, erweist sich als Erinnerung einer verwirrten Seele.“ Melissa George beeindrucke durch ihre Wandlungsfähigkeit: „Obwohl sie in ihren unterschiedlichen Identitäten manchmal mehrfach gleichzeitig zu sehen ist, legt sie jede Jess ein wenig anders an, sodass wir klar differenzieren können.“